# Wereldkampioenschappen atletiek 1983
De eerste IAAF Wereldkampioenschappen atletiek vonden plaats van 7 tot 14 augustus 1983 in het Olympisch Stadion van Helsinki (Finland). Er namen 1572 atleten deel uit 153 landen.
Nederland haalde tijdens deze kampioenschappen een zilveren medaille met Rob Druppers op de 800 m (1.44,20). De beste Belgische prestatie kwam van Armand Parmentier, die zesde werd in de marathon (2:10.57). De meeste medailles, 25 in totaal, waarvan 11 gouden, werden gewonnen door de DDR, vooral bij de vrouwen. De Verenigde Staten haalden achtmaal goud, de Sovjet-Unie vijfmaal.

## Wereldrecords
- De estafetteploeg van de Verenigde Staten liep 37,86 s op de 4 x 100 m estafette.
- Jarmila Kratochvílová (Tsjechoslowakije) liep 47,99 s op 400 m.

## Deelnemers

### Nederlandse deelnemers
- Carla Beurskens
  - marathon - 17e in 2:39.25
- Rob Druppers
  - 800 m - 2e in de finale met 1.44,20
- Tineke Hidding
  - zevenkamp - 8e met 6155 pnt
- Gerard Nijboer
  - marathon - 29e in 2:16.59
- Marjan Olijslager
  - 100 m horden - 6e in de kwartfinale met 13,30 s
- Ria Stalman
  - discuswerpen - 7e in de finale met 63,76 m
- Els Vader
  - 100 m - 5e in de kwartfinale met 11,56 s
- Rudi Verriet
  - marathon - 45e in 2:22.07
- Robert de Wit
  - tienkamp - 12e met 7769 pnt

### Belgische deelnemers
- Eddy Annys
  - hoogspringen - 14e in de finale met 2,19 m
- Peter Daenens
  - 3000 m steeplechase - 10e in de series met 8.39,66
- Magda Ilands
  - marathon - 20e in 2:40.52
- Karel Lismont
  - marathon - 9e in 2:11.24
- Jos Martens
  - 20 km snelwandelen - 48e in 1:34.39
- Armand Parmentier
  - marathon - 6e in 2:10.57
- Chris Soetewey
  - hoogspringen - 15e in de finale met 1,84 m
- Eddy Stevens
  - 1500 m - 12e in de halve finale met 3.42,63
- Rik Tommelein
  - 400 m horden - 50,54 s
- William Van Dijck
  - 3000 m steeplechase - 10e in de halve finale met 8.39,01
- Betty Vansteenbroek
  - 1500 m - 5e in de series met 4.12,93
  - 3000 m - DNF in de series
- Fred Vandervennet
  - marathon - 30e in 2:17.11

## Uitslagen

### 100 m
| Rang | Land | Atleet         | Tijd  |
| ---- | ---- | -------------- | ----- |
| 1    | USA  | Carl Lewis     | 10,07 |
| 2    | USA  | Calvin Smith   | 10,21 |
| 3    | USA  | Emmit King     | 10,24 |
| 4    | GBR  | Allan Wells    | 10,27 |
| 5    | DOM  | Juan Nuñez     | 10,29 |
| 6    | FRG  | Christian Haas | 10,32 |
| 7    | AUS  | Paul Narracott | 10,33 |
| 8    | CAN  | Desai Williams | 10,36 |

| Rang | Land | Atleet                   | Tijd  |
| ---- | ---- | ------------------------ | ----- |
| 1    | GDR  | Marlies Oelsner-Göhr     | 10,97 |
| 2    | GDR  | Marita Koch              | 11,02 |
| 3    | USA  | Diane Williams           | 11,06 |
| 4    | JAM  | Merlene Ottey            | 11,19 |
| 5    | CAN  | Angela Bailey            | 11,20 |
| 6    | FIN  | Helinä Marjamaa          | 11,24 |
| 7    | CAN  | Angella Taylor-Issajenko | 11,30 |
| 8    | USA  | Evelyn Ashford           | DNF   |

### 200 m
| Rang | Land | Atleet                | Tijd  |
| ---- | ---- | --------------------- | ----- |
| 1    | USA  | Calvin Smith          | 20,14 |
| 2    | USA  | Elliott Quow          | 20,41 |
| 3    | ITA  | Pietro Mennea         | 20,51 |
| 4    | GBR  | Allan Wells           | 20,52 |
| 5    | GDR  | Frank Emmelmann       | 20,55 |
| 6    | NGR  | Innocent Egbunike     | 20,63 |
| 7    | ITA  | Carlo Simionato       | 20,69 |
| 8    | BRA  | Joao Batista Da Silva | 20,80 |

| Rang | Land | Atleet                   | Tijd  |
| ---- | ---- | ------------------------ | ----- |
| 1    | GDR  | Marita Koch              | 22,13 |
| 2    | JAM  | Merlene Ottey            | 22,19 |
| 3    | GBR  | Kathy Smallwood-Cook     | 22,37 |
| 4    | USA  | Florence Griffith-Joyner | 22,46 |
| 5    | JAM  | Grace Jackson            | 22,63 |
| 6    | BUL  | Anelia Nuneva            | 22,68 |
| 7    | CAN  | Angela Bailey            | 22,93 |
| 8    | POL  | Ewa Kasprzyk             | 23,03 |

### 400 m
| Rang | Land | Atleet           | Tijd  |
| ---- | ---- | ---------------- | ----- |
| 1    | JAM  | Bert Cameron     | 45,05 |
| 2    | USA  | Michael Franks   | 45,22 |
| 3    | USA  | Sunder Nix       | 45,24 |
| 4    | FRG  | Erwin Skamrahl   | 45,37 |
| 5    | FRG  | Hartmut Weber    | 45,49 |
| 6    | GDR  | Thomas Schönlebe | 45,50 |
| 7    | TRI  | Michael Paul     | 45,80 |
| 8    | BRA  | A. Souza Gerson  | 45,91 |

| Rang | Land | Atleet                | Tijd       |
| ---- | ---- | --------------------- | ---------- |
| 1    | TCH  | Jarmila Kratochvílová | 47,99 (WR) |
| 2    | TCH  | Tatána Kocembová      | 48,59      |
| 3    | URS  | Maria Pinigina        | 49,19      |
| 4    | FRG  | Gaby Bussmann         | 49,75      |
| 5    | CAN  | Marita Payne-Wiggins  | 50,06      |
| 6    | URS  | Irina Baskakova       | 50,48      |
| 7    | GDR  | Dagmar Rübsam         | 50,48      |
| 8    | USA  | Rosalyn Bryant        | 50,66      |

### 800 m
| Rang | Land | Atleet            | Tijd    |
| ---- | ---- | ----------------- | ------- |
| 1    | FRG  | Willi Wülbeck     | 1.43,65 |
| 2    | NED  | Rob Druppers      | 1.44,20 |
| 3    | BRA  | Joaquim Cruz      | 1.44,27 |
| 4    | GBR  | Peter Elliott     | 1.44,87 |
| 5    | USA  | James Robinson    | 1.45,12 |
| 6    | BRA  | Agberto Guimarães | 1.45,46 |
| 7    | FRG  | Hans-Peter Ferner | 1.45,74 |
| 8    | USA  | David Patrick     | 1.46,56 |

| Rang | Land | Atleet                         | Tijd    |
| ---- | ---- | ------------------------------ | ------- |
| 1    | TCH  | Jarmila Kratochvílová          | 1.54,68 |
| 2    | URS  | Ljoebov Goerina                | 1.56,11 |
| 3    | URS  | Jekaterina Podkopajeva         | 1.57,58 |
| 4    | FRG  | Margrit Klinger                | 1.58,11 |
| 5    | USA  | Robin Campbell                 | 2.00,03 |
| 6    | ROM  | Doina Melinte                  | 2.00,13 |
| 7    | TCH  | Milena Matejkovicova-Strnadova | 2.01,72 |
| 8    | GDR  | Antje Schröder                 | 2.02,13 |

### 1500 m
| Rang | Land | Atleet              | Tijd    |
| ---- | ---- | ------------------- | ------- |
| 1    | GBR  | Steve Cram          | 3.41,59 |
| 2    | USA  | Steve Scott         | 3.41,87 |
| 3    | MAR  | Saïd Aouita         | 3.42,02 |
| 4    | GBR  | Steve Ovett         | 3.42,34 |
| 5    | ESP  | José Manuel Abascal | 3.42,47 |
| 6    | SUI  | Pierre Délèze       | 3.43,69 |
| 7    | GDR  | Andreas Busse       | 3.43,72 |
| 8    | YUG  | Dragan Zdravkovic   | 3.43,75 |

| Rang | Land | Atleet                       | Tijd    |
| ---- | ---- | ---------------------------- | ------- |
| 1    | USA  | Mary Decker-Slaney           | 4.00,90 |
| 2    | URS  | Zamira Zajtseva              | 4.01,19 |
| 3    | URS  | Jekaterina Podkopajeva       | 4.02,25 |
| 4    | URS  | Ravilya Agletdinova-Kotovich | 4.02,67 |
| 5    | GBR  | Wendy Smith-Sly              | 4.04,14 |
| 6    | ROM  | Doina Melinte                | 4.04,42 |
| 7    | ITA  | Gabriella Dorio              | 4.04,73 |
| 8    | CAN  | Brit Lind-Petersen-McRoberts | 4.05,73 |

### 5000 m/3000 m
| Rang | Land | Atleet             | Tijd     |
| ---- | ---- | ------------------ | -------- |
| 1    | IRL  | Eamonn Coghlan     | 13.28,53 |
| 2    | GDR  | Werner Schildhauer | 13.30,20 |
| 3    | FIN  | Martti Vainio      | 13.30,34 |
| 4    | URS  | Dmitriy Dmitriyev  | 13.30,38 |
| 5    | USA  | Doug Padilla       | 13.32,08 |
| 6    | FRG  | Thomas Wessinghage | 13.32,46 |
| 7    | ETH  | Wodajo Bulti       | 13.34,03 |
| 8    | AUT  | Dietmar Millonig   | 13.36,08 |

| Rang | Land | Atleet               | Tijd         |
| ---- | ---- | -------------------- | ------------ |
| 1    | USA  | Mary Decker-Slaney   | 8.34,62      |
| 2    | FRG  | Brigitte Kraus       | 8.35,11      |
| 3    | URS  | Tatjana Kazankina    | 8.35,13      |
| 4    | URS  | Svetlana Ulmasova    | 8.35,55      |
| 5    | GBR  | Wendy Smith-Sly      | 8.37,06      |
| 6    | ITA  | Agnese Possamai      | 8.37,96 (NR) |
| 7    | GBR  | Jane Furniss-Shields | 8.45,69      |
| 8    | URS  | Natalya Artyomova    | 8.47,98      |

### 10.000 m
| Rang | Land | Atleet             | Tijd     |
| ---- | ---- | ------------------ | -------- |
| 1    | ITA  | Alberto Cova       | 28.01,04 |
| 2    | GDR  | Werner Schildhauer | 28.01,18 |
| 3    | GDR  | Hansjörg Kunze     | 28.01,26 |
| 4    | FIN  | Martti Vainio      | 28.01,37 |
| 5    | TAN  | Gidamis Shahanga   | 28.01,93 |
| 6    | POR  | Carlos Lopes       | 28.06,78 |
| 7    | GBR  | Nick Rose          | 28.07,53 |
| 8    | FRG  | Christoph Herle    | 28.09,05 |

### Marathon
| Rang | Land | Atleet              | Tijd    |
| ---- | ---- | ------------------- | ------- |
| 1    | AUS  | Robert de Castella  | 2:10.03 |
| 2    | ETH  | Kebede Balcha       | 2:10.27 |
| 3    | GDR  | Waldemar Cierpinski | 2:10.37 |
| 4    | SWE  | Kjell-Erik Ståhl    | 2:10.38 |
| 5    | TAN  | Agapius Masong      | 2:10.42 |
| 6    | BEL  | Armand Parmentier   | 2:10.57 |
| 7    | ITA  | Gianni Poli         | 2:11.05 |
| 8    | GBR  | Hugh Jones          | 2:11.15 |

| Rang | Land | Atleet                      | Tijd    |
| ---- | ---- | --------------------------- | ------- |
| 1    | NOR  | Grete Waitz                 | 2:28.09 |
| 2    | USA  | Marianne Dickerson          | 2:31.09 |
| 3    | URS  | Raisa Katsjoekova-Smechnova | 2:31.13 |
| 4    | POR  | Rosa Mota                   | 2:31.50 |
| 5    | CAN  | Jacqueline Gareau           | 2:32.35 |
| 6    | ITA  | Laura Fogli                 | 2:33.31 |
| 7    | IRL  | Regina Joyce                | 2:33.52 |
| 8    | FIN  | Tuija Toivonen-Jousimaa     | 2:34.14 |

### 20 km snelwandelen
| Rang | Land | Atleet             | Tijd    |
| ---- | ---- | ------------------ | ------- |
| 1    | MEX  | Ernesto Canto      | 1:20.49 |
| 2    | TCH  | Jozef Pribilinec   | 1:20.59 |
| 3    | URS  | Yevgeniy Yevsyukov | 1:21.08 |
| 4    | ESP  | José Marín         | 1:21.21 |
| 5    | FRA  | Gérard Lelièvre    | 1:21.37 |
| 6    | TCH  | Pavol Blazek       | 1:21.54 |
| 7    | ITA  | Maurizio Damilano  | 1:21.57 |
| 8    | CAN  | Guillaume Leblanc  | 1:22.04 |

### 50 km snelwandelen
| Rang | Land | Atleet            | Tijd    |
| ---- | ---- | ----------------- | ------- |
| 1    | GDR  | Ronald Weigel     | 3:43.08 |
| 2    | ESP  | José Marín        | 3:46.32 |
| 3    | URS  | Sergey Yung       | 3:49.03 |
| 4    | FIN  | Reima Salonen     | 3:52.53 |
| 5    | MEX  | Raúl González     | 3:53.51 |
| 6    | CAN  | François Lapointe | 3:53.57 |
| 7    | ITA  | Sandro Bellucci   | 3:55.38 |
| 8    | URS  | Viktor Dorovskikh | 3:56.02 |

### 110 m horden/100 m horden
| Rang | Land | Atleet           | Tijd  |
| ---- | ---- | ---------------- | ----- |
| 1    | USA  | Greg Foster      | 13,42 |
| 2    | FIN  | Arto Bryggare    | 13,46 |
| 3    | USA  | Willie Gault     | 13,48 |
| 4    | CAN  | Mark McKoy       | 13,56 |
| 5    | GDR  | Thomas Munkelt   | 13,66 |
| 6    | HUN  | György Bakos     | 13,68 |
| 7    | BUL  | Ventsislav Radev | 13,73 |
| 8    | USA  | Sam Turner       | 13,82 |

| Rang | Land | Atleet                       | Tijd  |
| ---- | ---- | ---------------------------- | ----- |
| 1    | GDR  | Bettine Jahn                 | 12,35 |
| 2    | GDR  | Kerstin Knabe                | 12,42 |
| 3    | BUL  | Ginka Zagorcheva             | 12,62 |
| 4    | URS  | Natalya Petrova              | 12,67 |
| 5    | GBR  | Shirley Strong               | 12,78 |
| 6    | URS  | Yelena Biserova              | 12,80 |
| 7    | GDR  | Cornelia Riefstahl-Oschkenat | 12,94 |
| 8    | USA  | Benita Fitzgerald-Brown      | 12,99 |

### 400 m horden
| Rang | Land | Atleet            | Tijd  |
| ---- | ---- | ----------------- | ----- |
| 1    | USA  | Edwin Moses       | 47,50 |
| 2    | FRG  | Harald Schmid     | 48,61 |
| 3    | URS  | Aleksandr Kharlov | 49,03 |
| 4    | SWE  | Sven Nylander     | 49,06 |
| 5    | USA  | André Phillips    | 49,24 |
| 6    | USA  | David Lee         | 49,32 |
| 7    | SEN  | Amadou Dia Ba     | 49,61 |
| 8    | POL  | Ryszard Szparak   | 49,78 |

| Rang | Land | Atleet                  | Tijd  |
| ---- | ---- | ----------------------- | ----- |
| 1    | URS  | Jekaterina Fesenko-Grun | 54,14 |
| 2    | URS  | Anna Ambraziené         | 54,15 |
| 3    | GDR  | Ellen Neumann-Fiedler   | 54,55 |
| 4    | GDR  | Petra Pfaff             | 54,64 |
| 5    | GDR  | Petra Krug              | 54,76 |
| 6    | SWE  | Ann-Louise Skoglund     | 54,80 |
| 7    | GBR  | Susan Morley            | 56,04 |
| 8    | ROM  | Cristieana Cojocaru     | 56,26 |

### 3000 m steeple
| Rang | Land | Atleet            | Tijd    |
| ---- | ---- | ----------------- | ------- |
| 1    | FRG  | Patriz Ilg        | 8.15,06 |
| 2    | POL  | Boguslaw Maminski | 8.17,03 |
| 3    | GBR  | Colin Reitz       | 8.17,75 |
| 4    | FRA  | Joseph Mahmoud    | 8.18,32 |
| 5    | GBR  | Roger Hackney     | 8.19,38 |
| 6    | GBR  | Graeme Fell       | 8.20,01 |
| 7    | KEN  | Julius Korir      | 8.20,11 |
| 8    | USA  | Henry Marsh       | 8.20,45 |

### 4 x 100 m estafette
| Rang | Land | Atleten                                                                 | Tijd       |
| ---- | ---- | ----------------------------------------------------------------------- | ---------- |
| 1    | USA  | Emmit King Willie Gault Calvin Smith Carl Lewis                         | 37,86 (WR) |
| 2    | ITA  | Stefano Tilli Carlo Simionato Pierfrancesco Pavoni Pietro Mennea        | 38,37 (NR) |
| 3    | URS  | Andrej Prokofjev Nikolaj Sidorov Vladimir Moeravjov Viktor Bryzgin      | 38,41      |
| 4    | GDR  | Andreas Knebel Thomas Schröder Jens Hubler Frank Emmelmann              | 38,51      |
| 5    | FRG  | Werner Bastians Christian Haas Jürgen Evers Andreas Rizzi               | 38,56      |
| 6    | POL  | Krzysztof Zwolinski Zenon Licznerski Czeslaw Pradzynski Marian Woronin  | 38,72      |
| 7    | JAM  | George Walcott Ray Stewart Leroy Reid Colin Bradford                    | 38,75      |
| 8    | FRA  | Thierry Francois Marc Gasparoni Antoine Richard Jean-Jacques Boussemart | 38,98      |

| Rang | Land | Atleten                                                                           | Tijd  |
| ---- | ---- | --------------------------------------------------------------------------------- | ----- |
| 1    | GDR  | Silke Gladisch Marita Koch Ingrid Auerswald Marlies Göhr                          | 41,76 |
| 2    | GBR  | Joan Baptiste Kathy Smallwood-Cook Beverley Goddard-Callender Shirley Thomas      | 42,71 |
| 3    | JAM  | Leleith Hodges Jacqueline Pusey Juliet Cuthbert Merlene Ottey                     | 42,73 |
| 4    | BUL  | Ginka Zagorcheva Anelia Nuneva Nadezhda Georgieva Pepa Pawlowa                    | 42,93 |
| 5    | CAN  | Angela Bailey Marita Payne-Wiggins Tanya Brothers Molly Killingbeck               | 43,05 |
| 6    | URS  | Ljoedmila Kondratjeva Yelena Vinogradova Irina Olkhovnikova Olga Antonowa         | 43,22 |
| 7    | FRA  | Marie-France Loval Marie-Christine Cazier-Ballo Rose-Aimée Bacoul Liliane Gaschet | 43,40 |
| 8    | TCH  | Jarmila Nygrýnová Stepanka Sokolova Radislava Soborova Eva Murkova                | 43,78 |

### 4 x 400 m estafette
| Rang | Land | Atleten                                                                | Tijd    |
| ---- | ---- | ---------------------------------------------------------------------- | ------- |
| 1    | URS  | Sergey Lovachov Aleksandr Troshchilo Nikolaj Tsjernetski Viktor Markin | 3.00,79 |
| 2    | FRG  | Erwin Skamrahl Jörg Vaihinger Harald Schmid Hartmut Weber              | 3.01,83 |
| 3    | GBR  | Ainsley Bennett Garry Cook Todd Bennett Philip Brown                   | 3.03,53 |
| 4    | TCH  | Miroslav Zahorak Petr Brecka Dušan Malovec Ján Tomko                   | 3.03,90 |
| 5    | ITA  | Stefano Malinverni Donato Sabia Mauro Zuliani Roberto Ribaud           | 3.05,10 |
| 6    | USA  | Alonzo Babers Sunder Nix Willie Smith Edwin Moses                      | 3.05,29 |
| 7    | SWE  | Tommy Johansson Eric Josjö Per-Erik Olsson Ulf Sedlacek                | 3.08,57 |
| 8    | POL  | Ryszard Wichrowski Ryszard Szparak Andrzej Stepien Ryszard Podlas      | DNF     |

| Rang | Land | Atleten                                                                                  | Tijd    |
| ---- | ---- | ---------------------------------------------------------------------------------------- | ------- |
| 1    | GDR  | Gesine Walther Sabine Busch Marita Koch Dagmar Rübsam                                    | 3.19,73 |
| 2    | TCH  | Tatána Kocembová Milena Matejkovicova-Strnadova Zuzana Moravcikova Jarmila Kratochvílová | 3.20,32 |
| 3    | URS  | Jelena Didilenko-Korban Marina Ivanova-Charlamova Irina Baskakova Maria Pinigina         | 3.21,16 |
| 4    | CAN  | Charmaine Crooks Jillian Richardson Molly Killingbeck Marita Payne-Wiggins               | 3.27,41 |
| 5    | USA  | Roberta Belle Easter Gabriel Rosalyn Bryant Denean Howard-Hill                           | 3.27,57 |
| 6    | FRG  | Rita Daimer Ute Thimm Gisela Gottwald Gaby Bussmann                                      | 3.29,43 |
| 7    | BUL  | Svobodka Damyanova Rositsa Stamenova Katya Ilieva Galina Penkowa                         | 3.30,36 |
| 8    | ROM  | Iulia Radu Daniela Matei Cristieana Cojocaru Elena Lina                                  | 3.35,61 |

### Hoogspringen
| Rang | Land | Atleet            | Hoogte |
| ---- | ---- | ----------------- | ------ |
| 1    | URS  | Gennadi Avdejenko | 2,32 m |
| 2    | USA  | Tyke Peacock      | 2,32 m |
| 3    | CHN  | Zhu Jianhua       | 2,29 m |
| 4    | FRG  | Dietmar Mögenburg | 2,29 m |
| 4    | URS  | Igor Paklin       | 2,29 m |
| 6    | USA  | Dwight Stones     | 2,29 m |
| 7    | FRG  | Carlo Thränhardt  | 2,26 m |
| 8    | URS  | Valeriy Sereda    | 2,26 m |

| Rang | Land | Atleet             | Hoogte |
| ---- | ---- | ------------------ | ------ |
| 1    | URS  | Tamara Bykova      | 2,01 m |
| 2    | FRG  | Ulrike Meyfarth    | 1,99 m |
| 3    | USA  | Louise Ritter      | 1,95 m |
| 4    | USA  | Coleen Sommer      | 1,95 m |
| 5    | GDR  | Kerstin Brandt     | 1,92 m |
| 6    | CAN  | Debbie Brill       | 1,88 m |
| 7    | GDR  | Susanne Helm-Beyer | 1,88 m |
| 8    | HUN  | Olga Juha          | 1,88 m |

### Verspringen
| Rang | Land | Atleet         | Afstand |
| ---- | ---- | -------------- | ------- |
| 1    | USA  | Carl Lewis     | 8,55 m  |
| 2    | USA  | Jason Grimes   | 8,29 m  |
| 3    | USA  | Mike Conley    | 8,12 m  |
| 4    | HUN  | László Szalma  | 8,12 m  |
| 5    | YUG  | Nenad Stekic   | 8,09 m  |
| 6    | AUS  | Gary Honey     | 8,06 m  |
| 7    | ESP  | Antonio Corgos | 8,06 m  |
| 8    | NGR  | Yusuf Alli     | 7,89 m  |

| Rang | Land | Atleet                  | Afstand |
| ---- | ---- | ----------------------- | ------- |
| 1    | GDR  | Heike Daute-Drechsler   | 7,27 m  |
| 2    | ROM  | Anișoara Cușmir-Stanciu | 7,15 m  |
| 3    | USA  | Carol Lewis             | 7,04 m  |
| 4    | URS  | Tatyana Proskuryakova   | 7,02 m  |
| 5    | GBR  | Beverly Kinch           | 6,93 m  |
| 6    | HUN  | Zsuzsa Vanyek           | 6,81 m  |
| 7    | TCH  | Eva Murková             | 6,80 m  |
| 8    | AUS  | Robyn Lorraway          | 6,65 m  |

### Polsstokhoogspringen
| Rang | Land | Atleet                | Hoogte |
| ---- | ---- | --------------------- | ------ |
| 1    | URS  | Serhij Boebka         | 5,70 m |
| 2    | URS  | Konstantin Volkov     | 5,60 m |
| 3    | BUL  | Atanas Tarev          | 5,60 m |
| 4    | POL  | Tadeusz Slusarski     | 5,55 m |
| 5    | BRA  | Tom Hintnaus          | 5,50 m |
| 6    | FRA  | Patrick Abada         | 5,50 m |
| 7    | SWE  | Miro Zalar            | 5,50 m |
| 8    | FRA  | Thierry Vigneron      | 5,40 m |
| 8    | POL  | Władysław Kozakiewicz | 5,40 m |

### Hink-stap-springen
| Rang | Land | Atleet            | Afstand |
| ---- | ---- | ----------------- | ------- |
| 1    | POL  | Zdzisław Hoffmann | 17,42 m |
| 2    | USA  | Willie Banks      | 17,18 m |
| 3    | NGR  | Ajayi Agbebaku    | 17,18 m |
| 4    | USA  | Mike Conley       | 17,13 m |
| 5    | TCH  | Vlastimil Marinec | 17,13 m |
| 6    | TCH  | Ján Cado          | 17,06 m |
| 7    | HUN  | Bela Bakosi       | 16,83 m |
| 8    | USA  | Al Joyner         | 16,76 m |

### Speerwerpen
| Rang | Land | Atleet           | Afstand |
| ---- | ---- | ---------------- | ------- |
| 1    | GDR  | Detlef Michel    | 89,48 m |
| 2    | USA  | Tom Petranoff    | 85,60 m |
| 3    | URS  | Dainis Kūla      | 85,58 m |
| 4    | URS  | Heino Puuste     | 84,56 m |
| 5    | NOR  | Per Olsen Erling | 83,54 m |
| 6    | SWE  | Kenth Eldebrink  | 83,28 m |
| 7    | TCH  | Zdenek Adamec    | 81,30 m |
| 8    | FRG  | Klaus Tafelmeier | 80,42 m |

| Rang | Land | Atleet           | Afstand |
| ---- | ---- | ---------------- | ------- |
| 1    | FIN  | Tiina Lillak     | 70,82 m |
| 2    | GBR  | Fatima Whitbread | 69,14 m |
| 3    | GRE  | Anna Verouli     | 65,72 m |
| 4    | GBR  | Tessa Sanderson  | 64,76 m |
| 5    | ROM  | Eva Raduly-Zörgö | 63,86 m |
| 6    | FIN  | Tuula Laaksalo   | 62,44 m |
| 7    | FRG  | Beate Peters     | 62,42 m |
| 8    | CUB  | María Colón      | 62,04 m |

### Discuswerpen
| Rang | Land | Atleet                | Afstand |
| ---- | ---- | --------------------- | ------- |
| 1    | TCH  | Imrich Bugár          | 67,72 m |
| 2    | CUB  | Luis Delís            | 67,36 m |
| 3    | TCH  | Gejza Valent          | 66,08 m |
| 4    | FIN  | Ari Huumonen          | 65,44 m |
| 5    | GDR  | Jürgen Schult         | 64,92 m |
| 6    | URS  | Georgiy Kolnootchenko | 64,74 m |
| 7    | CUB  | Juan Martínez         | 64,26 m |
| 8    | USA  | Art Burns             | 63,22 m |

| Rang | Land | Atleet                 | Afstand |
| ---- | ---- | ---------------------- | ------- |
| 1    | GDR  | Martina Hellmann       | 68,94 m |
| 2    | URS  | Galina Murashova       | 67,44 m |
| 3    | BUL  | Marija Vergova-Petkova | 66,44 m |
| 4    | BUL  | Tsvetanka Khristova    | 65,62 m |
| 5    | GDR  | Gisela Beyer           | 65,26 m |
| 6    | TCH  | Zdeňka Šilhavá         | 64,32 m |
| 7    | NED  | Ria Stalman            | 63,76 m |
| 8    | GBR  | Meg Ritchie            | 62,50 m |

### Kogelstoten
| Rang | Land | Atleet            | Afstand |
| ---- | ---- | ----------------- | ------- |
| 1    | POL  | Edward Sarul      | 21,39 m |
| 2    | GDR  | Ulf Timmermann    | 21,16 m |
| 3    | TCH  | Remigius Machura  | 20,98 m |
| 4    | USA  | Dave Laut         | 20,60 m |
| 5    | URS  | Janis Bojars      | 20,32 m |
| 6    | GDR  | Udo Beyer         | 20,09 m |
| 7    | ITA  | Alessandro Andrei | 20,07 m |
| 8    | FIN  | Aulis Akonniemi   | 19,85 m |

| Rang | Land | Atleet                     | Afstand |
| ---- | ---- | -------------------------- | ------- |
| 1    | TCH  | Helena Fibingerová         | 21,05 m |
| 2    | GDR  | Helma Knorscheidt          | 20,70 m |
| 3    | GDR  | Ilona Slupianek-Briesenick | 20,56 m |
| 4    | URS  | Nunu Abashidze             | 20,55 m |
| 5    | URS  | Natalja Lisovskaja         | 20,02 m |
| 6    | ROM  | Mihaela Loghin             | 19,85 m |
| 7    | FRG  | Claudia Losch              | 19,72 m |
| 8    | CUB  | Elena María Sarría         | 19,47 m |

### Kogelslingeren
| Rang | Land | Atleet            | Afstand |
| ---- | ---- | ----------------- | ------- |
| 1    | URS  | Sergej Litvinov   | 82,68 m |
| 2    | URS  | Joeri Sedych      | 80,94 m |
| 3    | POL  | Zdzislaw Kwasny   | 79,42 m |
| 4    | URS  | Igor Nikoelin     | 79,34 m |
| 5    | GDR  | Gunther Rodehau   | 77,08 m |
| 6    | FRG  | Klaus Ploghaus    | 76,96 m |
| 7    | FRG  | Karl-Hans Riehm   | 76,92 m |
| 8    | BUL  | Emanuil Dyulgerov | 76,64 m |

### Tienkamp/Zevenkamp
| Rang | Land | Atleet            | Punten   |
| ---- | ---- | ----------------- | -------- |
| 1    | GBR  | Daley Thompson    | 8666 pnt |
| 2    | FRG  | Jürgen Hingsen    | 8561 pnt |
| 3    | FRG  | Siegfried Wentz   | 8478 pnt |
| 4    | GDR  | Uwe Freimuth      | 8433 pnt |
| 5    | SUI  | Stefan Niklaus    | 8212 pnt |
| 6    | URS  | Aleksandr Nevskiy | 8201 pnt |
| 7    | GDR  | Torsten Voss      | 8167 pnt |
| 8    | GDR  | Steffen Grummt    | 8149 pnt |

| Rang | Land | Atleet              | Punten   |
| ---- | ---- | ------------------- | -------- |
| 1    | GDR  | Ramona Neubert      | 6714 pnt |
| 2    | GDR  | Sabine Paetz-John   | 6662 pnt |
| 3    | GDR  | Anke Vater-Behmer   | 6532 pnt |
| 4    | FRG  | Sabine Everts       | 6398 pnt |
| 5    | BUL  | Valentina Dimitrova | 6362 pnt |
| 6    | URS  | Yekaterina Smirnova | 6321 pnt |
| 7    | AUS  | Glynis Nunn-Cearns  | 6195 pnt |
| 8    | NED  | Tineke Hidding      | 6155 pnt |

## Legenda
- WR: Wereldrecord
- NR: Nationaal record
- DNF: Niet gefinisht

## Medailleklassement
| Plaats | Land                           | Goud | Zilver | Brons | Totaal |
| 1      | Duitse Democratische Republiek | 10   | 7      | 5     | 22     |
| 2      | Verenigde Staten               | 8    | 9      | 7     | 24     |
| 3      | Sovjet-Unie                    | 6    | 6      | 11    | 23     |
| 4      | Tsjecho-Slowakije              | 4    | 3      | 2     | 9      |
| 5      | West-Duitsland                 | 2    | 5      | 1     | 8      |
| 6      | Verenigd Koninkrijk            | 2    | 2      | 3     | 7      |
| 7      | Polen                          | 2    | 1      | 1     | 4      |
| 8      | Finland                        | 1    | 1      | 1     | 3      |
|        | Italië                         | 1    | 1      | 1     | 3      |
|        | Jamaica                        | 1    | 1      | 1     | 3      |
| 11     | Australië                      | 1    | 0      | 0     | 1      |
|        | Ierland                        | 1    | 0      | 0     | 1      |
|        | Mexico                         | 1    | 0      | 0     | 1      |
|        | Noorwegen                      | 1    | 0      | 0     | 1      |
| 15     | Cuba                           | 0    | 1      | 0     | 1      |
|        | Ethiopië                       | 0    | 1      | 0     | 1      |
|        | Nederland                      | 0    | 1      | 0     | 1      |
|        | Roemenië                       | 0    | 1      | 0     | 1      |
|        | Spanje                         | 0    | 1      | 0     | 1      |
| 20     | Bulgarije                      | 0    | 0      | 3     | 3      |
| 21     | Brazilië                       | 0    | 0      | 1     | 1      |
|        | China                          | 0    | 0      | 1     | 1      |
|        | Griekenland                    | 0    | 0      | 1     | 1      |
|        | Marokko                        | 0    | 0      | 1     | 1      |
|        | Nigeria                        | 0    | 0      | 1     | 1      |
| Totaal | Totaal                         | 41   | 41     | 41    | 123    |

1983 · 
1987 · 
1991 · 
1993 · 
1995 · 
1997 · 
1999 · 
2001 · 
2003 · 
2005 · 
2007 · 
2009 · 
2011 · 
2013 · 
2015 · 
2017 · 
2019 · 
2022 · 
2023